# CA Estudiantil Porteño

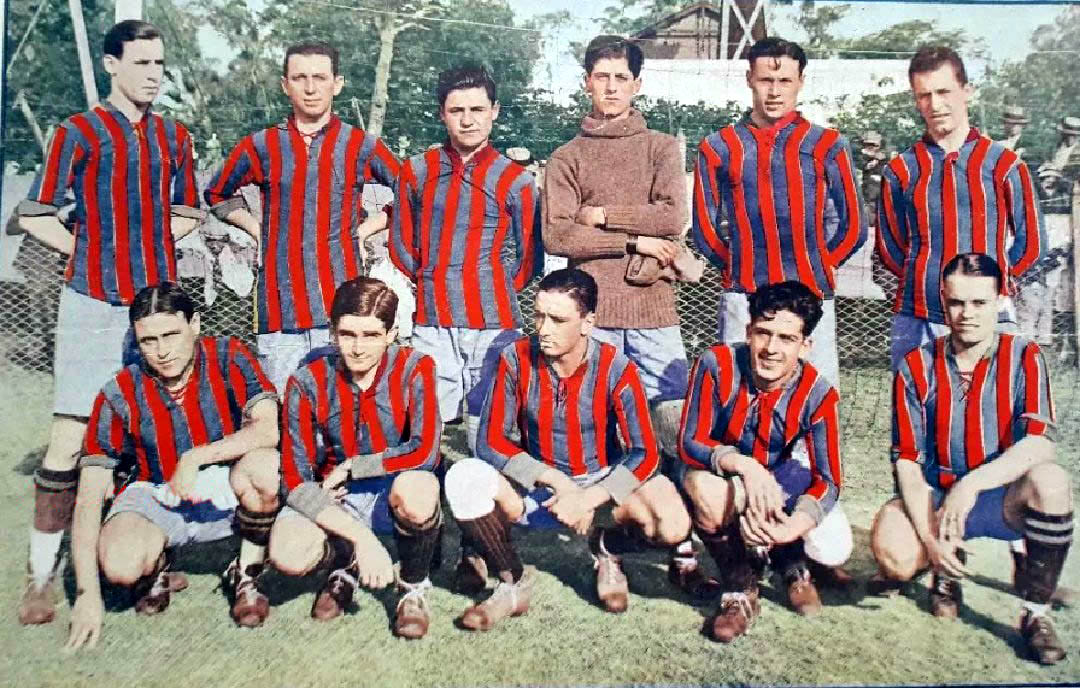
Estudiantil Porteño, 1926

CA Estudiantil Porteño  is een Argentijnse sportclub uit Ramos Mejía in Groot-Buenos Aires. De club is actief in basketbal, voetbal, indoor cycling, hockey, zwemmen en volleybal
De club was succesvol in de begindagen van het Argentijnse amateurvoetbal en speelde in 1913 voor het eerst in de hoogste klasse. In 1931 en 1934 werd de club amateurkampioen, intussen was toen wel al het profvoetbal ingevoerd, die een andere kampioen had. In 1935 werd de amateurcompetitie de tweede klasse onder de profcompetitie. Hier speelde de club nog vier jaar en trok zich dan terug uit de reguliere competitie.